# 1870 (numero)
Milleottocentosettanta (1870) è il numero naturale dopo il 1869 e prima del 1871.

## Proprietà matematiche
- È un numero pari.
- È un numero composto da 16 divisori: 1, 2, 5, 10, 11, 17, 22, 34, 55, 85, 110, 170, 187, 374, 935, 1870. Poiché la somma dei suoi divisori (escluso il numero stesso) è 2018 > 1870, è un numero abbondante.
- È un numero tetraprimo, ovvero ricavabile dal prodotto di 4 numeri primi distinti.
- È un numero palindromo e un numero ondulante nel sistema posizionale a base 13 (B0B).
- È un numero congruente.
- È un numero decagonale.
- È un numero semiperfetto in quanto pari alla somma di alcuni (o tutti) i suoi divisori.
- È un numero odioso.
- È un numero intero privo di quadrati.
- È parte delle terne pitagoriche (286, 1848, 1870), (792, 1694, 1870), (840, 1870, 2050), (880, 1650, 1870), (1122, 1496, 1870), (1632, 1870, 2482), (1870, 2736, 3314), (1870, 2904, 3454), (1870, 4488, 4862), (1870, 7104, 7346), (1870, 10200, 10370), (1870, 15840, 15950), (1870, 34944, 34994), (1870, 51408, 51442), (1870, 79464, 79486), (1870, 174840, 174850), (1870, 874224, 874226).

## Astronomia
- 1870 Glaukos è un asteroide troiano di Giove del campo troiano.

## Astronautica
- Cosmos 1870 è un satellite artificiale russo.